# Ba-ta-clan
Ba-ta-clan ist eine Operette in einem Akt von Jacques Offenbach. Das Libretto verfasste Ludovic Halévy. Die beiden Künstler nannten ihr Werk eine chinoiserie musicale. Uraufführung war am 29. Dezember 1855 in Offenbachs eigenem kleinen Théâtre des Bouffes-Parisiens in Paris. Die Operette parodiert sowohl den Militarismus als auch die Zustände am Hof des zweiten Kaiserreichs. Musikalisch wird im Finale indirekt aus der Oper Die Hugenotten von Giacomo Meyerbeer zitiert, indem Offenbach das Motiv des Chorals Ein feste Burg ist unser Gott von Martin Luther aufgreift, das auch Meyerbeer in seiner Oper verwendet. Der Titel der Operette diente als Vorbild für den Namen eines Pariser Unterhaltungsetablissements (heute meist Bataclan geschrieben).

## Handlung
Handlungsort ist ein fiktives fernöstliches Kaiserreich zur Zeit der Uraufführung.
Fé-ni-han herrscht über ein chinesisches Kaiserreich en miniature im Fernen Osten. Da seine Untertanen nicht merken sollen, dass er ein heimlich zugewanderter Franzose ist und als solcher nicht einmal die Amtssprache Chinesisch beherrscht, hat er eine eigene Sprache kreiert, die zumindest wie Chinesisch klingt. Seine engsten Vertrauten sind der junge Mandarin Ké-ki-ka-ko und das schöne Mädchen Fé-an-nich-ton, das er zur Prinzessin erhoben hat.
Wie es dem Zufall gefällt, stellen diese beiden verblüfft voneinander fest, dass sie ebenfalls Pariser Exilanten sind. In ihnen entflammt die Sehnsucht nach ihrer Heimatstadt, so dass sie schließlich planen, dem kleinen Reich ungesehen zu entkommen. Ko-ko-ri-ko, argwöhnischer Kommandeur der kaiserlichen Garde, der die beiden beobachtet hat, ist auch ohne Verständnis vom Gesagten überzeugt, diese festzunehmen. Vor dem Kaiser verlangt er eine drakonische Strafe für das Paar.
Der Kaiser bemüht sich, seinen Kommandeur umzustimmen, ändert jedoch, als der Ba-ta-clan-Marsch erklingt, blitzartig seine Meinung und verurteilt die Gefangenen zum Tode. Vor der Vollstreckung aber bringt Fé-an-nich-ton eine liebliche französische Weise zu Gehör. Nun erkennt auch der Kaiser die Delinquenten als seine Landsleute, und der sehnliche Wunsch nach der Heimkehr übermannt ihn. Unter der Bedingung, nie wieder hierher zurückzukehren, sagt Ko-ko-ri-ko ihnen die Freiheit zu. So ist den Wünschen aller entsprochen, zumal der Thron vakant ist. Während Ko-ko-ri-ko diesen besteigt, besteigen die drei Franzosen ein Schiff, das sie in ihre Heimat bringt.

## Musikalische Höhepunkte
- Quartett: Cloc Cloc, mock mock in einem Fantasiechinesisch
- Romanze der Prinzessin: J’étais aimable, élégante / ich war liebenswert und elegant
- Duett zwischen dem Kaiser und seinem Kommandeur: Morto, morto
- Marsch: Ba-ta-clan (mehrmals vorkommend)
- Terzett: Je suis Français, il est Français
- Gebet der zum Tode Verurteilten, indirekt entlehnt aus Giacomo Meyerbeers Oper Die Hugenotten (Choralthema „Ein feste Burg“ von Martin Luther)